# Dominique de Betanzos
Dominique de Betanzos, (en espagnol : Domingo Betanzos), né en 1480 à León (Espagne) et décédé le 14 septembre 1549 à Valladolid en Espagne est un prêtre Dominicain espagnol missionnaire en Nouvelle-Espagne.

## Biographie
Né à Léon dans une famille originaire de Galice, il étudie le droit à l'Université de Salamanque avant de choisir de se retirer du monde. Pendant près de 5 ans, il s'essaye à la vie érémitique dans l'île italique et isolée de Ponza. Il semble que c'est sous l'influence de son ami et dominicain Pedro de Arconada qu'il quitte sa vie retirée pour entrer à son tour chez les Dominicains. 
Au terme de sa formation de base il est ordonné prêtre en 1513 à Séville avant d'être destiné pour le Nouveau Monde. Il s'embarque donc pour l'Amérique et débarque l'année suivante sur l'île d'Hispaniola. Sur cette île où les Dominicains viennent d'ouvrir une mission il œuvre avec ses frères en religion à l'évangélisation des indigènes, organise les premières missions à destination de Cuba. Assez vite il s'alarme du sort des indigènes. Comme un certain Bartolomé de las Casas qui fut jusqu'en 1511 esclavagiste et riche propriétaire terrien sur cette même île avant de renoncer à ses richesses pour entrer avec les Dominicains, il prend fait et cause pour la défense des indiens dont il s'inquiète de leurs "disparitions" annoncées - ce qui sera le cas sur l'île d'Hispaniola. Il fait partie des Dominicains qui réussirent à convaincre le pape Paul III de publier une bulle (Sublimis Deus) dans laquelle était reconnue l'égalité de dignité entre les indigènes et européens. 
En 1526, il quitte l'île d'Hispaniola et se rend au Mexique. Il est d'abord envoyé vers le Guatemala comme missionnaire. Puis il revient à Mexico où il participe à la fondation de la province dominicaine de Santiago de Mexico. En 1531, il est en Espagne et à Rome en 1532, où il milite pour l'indépendance de la province dominicaine du Mexique. De retour en Amérique, il est nommé provincial de la dite province en 1535. En tant que provincial, il encourage les missionnaires dominicains qui se rendent auprès de trois grands groupes d'indigènes : les Nahuas, les Mixtèques et les Zapotèques. Il aurait voulu se rendre aux Philippines mais cela ne lui fut pas permis.  
Il est à nouveau en Espagne en 1549 et meurt en septembre de la même année à Valladolid alors qu'il prévoyait de se rendre en pèlerinage en Terre Sainte. Une position d'évêque au Guatemala lui aurait été offert, mais il la refusa.